# Таурон Арена Краков
«Таурон Арена Краков» (пол. Tauron Arena Kraków) — многофункциональная крытая спортивная арена, расположенная в польском городе Краков. Вместимость арены может колебаться в диапазоне от 11 554 до 22 000 зрителей, по этому показателю она является крупнейшим среди аналогичных сооружений в стране. Строительство объекта началось в мае 2011-го и закончилась в апреле 2014 года. Открытие состоялось 12 мая 2014 года.

## История
В 2008 году в рамках международного архитектурного конкурса был избран проект здания, который разработал консорциум компаний «Perbo-Projekt Sp. z o.o.» из Кракова и «Modern Construction Systems Sp. z o.o.» из Познани (последняя также создала проект реконструкции Городского стадиона в Познани к Евро-2012). В апреле и сентябре 2009 года были предоставлено разрешение на строительство. 21 апреля 2011 в Кракове было подписано соглашение-контракт на строительство арены. В результате проведённого тендера генеральным подрядчиком строительства был выбран консорциум из четырёх фирм: «Mostostal Warszawa S.A.», «Acciona Infraestructuras S.A.», «Mostostal Puławy S.A.» и «Asseco Poland S.A.». Строительство началось в мае 2011 года и продолжалось до апреля 2014 года. 30 сентября 2013 был представлен официальный графический логотип Краков Арены.

## Спортивные соревнования
- 2014 — чемпионат мира по волейболу среди мужчин[3]
- 2015 — матчи группы А чемпионата мира по хоккею с шайбой в Первом дивизионе
- 2016 — чемпионат Европы по гандболу среди мужчин
- 2017 — чемпионат Европы по волейболу среди мужчин
- 2017 — PGL Major Kraków 2017

## Концерты
| Год  | Дата       | Исполнитель + поддержка               | Тур                               | Проданные билеты |  |
| ---- | ---------- | ------------------------------------- | --------------------------------- | ---------------- |  |
| 2014 | 4 ноября   | Майкл Бубле + Naturally 7             | To Be Loved Tour                  |                  |  |
| 2014 | 5 ноября   | Элтон Джон                            | Follow the Yellow Brick Road Tour |                  |  |
| 2014 | 20 ноября  | Слэш, Майлз Кеннеди, The Conspirators | World on Fire Tour                |                  |  |
| 2014 | 16 декабря | Брайан Адамс                          | Reckless 30th Anniversary Tour    |                  |  |
| 2015 | 14 февраля | Эннио Морриконе                       | 50 лет музыки                     |                  |  |
| 2015 | 24 февраля | Кэти Перри                            | Prismatic World Tour              |                  |  |
| 2015 | 8 июня     | Faith No More                         |                                   |                  |  |
| 2017 | 3 апреля   | Мартина Штоссель                      |                                   |                  |  |
| 2017 | 2022       | 18 июля                               | Гарри Стайлс                      | Love On Tour     |  |